# 佐藤広純
佐藤 広純（さとう ひろずみ、1978年11月26日 - ）は、日本の男性俳優、歌手、和太鼓奏者。株式会社Hero's Me 代表取締役。

## 来歴・人物
日本芸術高等学園卒業。
子役として活動後、現在はロックバンドグループ・ゲビルのボーカルとして活動。
特技は和太鼓。2015年より、和楽器をテーマにしたバー和楽器BAR 龍宮〜Ryu Guw〜を都内で経営。

## 出演作品

### テレビドラマ
- 仮面ライダーBLACK RX（1988年） - 36話ゲスト
- ボクらの疎開戦争!（1989年）
- 失われた時の流れを（1990年）
- 愛してるよ!先生（1990年）
- 代表取締役刑事（1991年）
- のんのんばあとオレ（1991年） - 村木茂 役
  - のんのんばあとオレ 総集編（1991年） - 村木茂 役
  - 続・のんのんばあとオレ（1991年） - 村木茂 役
- 昭和の説教強盗（1991年）
- 暴れん坊将軍V 第11話「悲恋の仇討ち免状」（1993年） - 小堺正太郎 役
- ふぞろいのイレブン（1995年） - 純生 役
- 春よ、来い第一部（1994年）
- 金田一少年の事件簿(1)（1995年） - 室井矢一 役
- 銀狼怪奇ファイル（1996年）
- 飛べない羽根（1996年）
- NHK大河ドラマ 毛利元就（1997年）

### 映画
- 白い手（1990年）
- よい子と遊ぼう（1994年） - ビンゴ 役
- 女教師5（1998年）

### 劇場版アニメ
- おもひでぽろぽろ（1991年） - あべくん 役
- 紅の豚（1992年）

### CM
- ハウス食品 バーモントカレー（1990年）
- ハウス食品 東京ディズニーランド（放送日不明）
- エポック社 バーコードバトラー（1991年）
- コカ・コーラ キャッチフレーズ　ALWAYS COKE.（1996年） - 廣田純一 役
- マクドナルド バリューセット編（1996年）
- ローソン　バイク編（1997年）

### 雑誌
- Myojo
- Popteen
- WHAT's IN?
- 週刊新潮
- SPA!

### 太鼓
- 皇居
- 靖国神社
- 明治神宮
- 上野の西郷隆盛像前
- 浅草三社祭
- 六本木ヒルズアリーナ
- 新木場STUDIO COAST
- 川崎CLUB CITTA'
- Shibuya O-EAST
- うたばん